# Ágios Geórgios (ort i Grekland, Epirus, Nomós Prevézis)
Ágios Geórgios är en ort i Grekland.   Den ligger i prefekturen Nomós Prevézis och regionen Epirus, i den centrala delen av landet, 280 km nordväst om huvudstaden Aten. Ágios Geórgios ligger 156 meter över havet och antalet invånare är 745.
Terrängen runt Ágios Geórgios är kuperad söderut, men norrut är den bergig. Runt Ágios Geórgios är det ganska glesbefolkat, med 29 invånare per kvadratkilometer. Närmaste större samhälle är Arta, 16,3 km sydost om Ágios Geórgios. Trakten runt Ágios Geórgios består till största delen av jordbruksmark.